# Emerita talpoida
Emerita talpoida is een tienpotigensoort uit de familie van de Hippidae. De wetenschappelijke naam van de soort is voor het eerst geldig gepubliceerd in 1817 door Say.